# بریاسوتوتس
بریاسوتوتس (به بلغاری: Bryasotvets) یک منطقهٔ مسکونی در بلغارستان است که در بورگاس واقع شده‌است.